# JDS Kirishima
Il JDS Kirishima (distintivo ottico DDG-174) è un cacciatorpediniere lanciamissili della Forza di Autodifesa Marittima giapponese, appartenente alla classe Kongo; che prende il nome dal Monte Kirishima.

## Storia
Dal 22 settembre al 25 dicembre 1995 è rimasta ormeggiata alle Hawaii in attesa della certificazione del Sistema Aegis (SQT).
Nel 1996, 1998, 2000 e 2002 ha partecipato alla RIMPAC, l'esercitazione marittima internazionale più grande al mondo.
Il 16 dicembre 2002 parte per l'Oceano Indiano, per partecipare ad alcune operazioni per la guerra al terrorismo. Questo ha scatenato alcune proteste tra la popolazione, tanto da ritardare la partenza della nave al porto di Yokosuka. Termina la missione nell'aprile 2003, e fa ritorno in patria il 20 maggio, venendo sostituita dal cacciatorpediniere JS Kongō.
Successivamente la JDS Kirishima ha fatto ritorno al cantiere di Nagasaki, dove venne ristrutturata per l'installazione di un aggiornamento dell'Aegis Ballistic Missile Defense System, un programma della United States Department of Defense Missile Defense Agency sviluppato per creare una difesa missilistica contro missili balistici di corto e medio raggio.
Nel 2011 è stata una delle numerose navi a prestare i soccorsi alla popolazione in seguito al terremoto e maremoto del Tōhoku.
Nel 2012 è stata una delle navi dispiegate in preparazione al lancio del satellite Kwangmyŏngsŏng-3 effettuato dalla Corea del Nord e giudicato potenzialmente pericoloso . 
Nel 2012 ha scortato la portaerei americana USS George Washington e alcune navi della Corea del Sud impegnate attorno alla penisola Coreana.
Nel 2014 prende parte alle esercitazioni Keen Sword 15 con la marina americana, e alla RIMPAC 2014.

## Apparizioni nei media
È apparsa nel 2013 nell'anime Vividred Operation, assieme alla JS Kongo come parte di un esercito impegnato a combattere un'invasione aliena.
Inoltre è apparsa nel video musicale "Nano feat. My First Story - Savior of Song", canzone di apertura dell'anime Arpeggio of Blue Steel.